# 寻求号气密舱

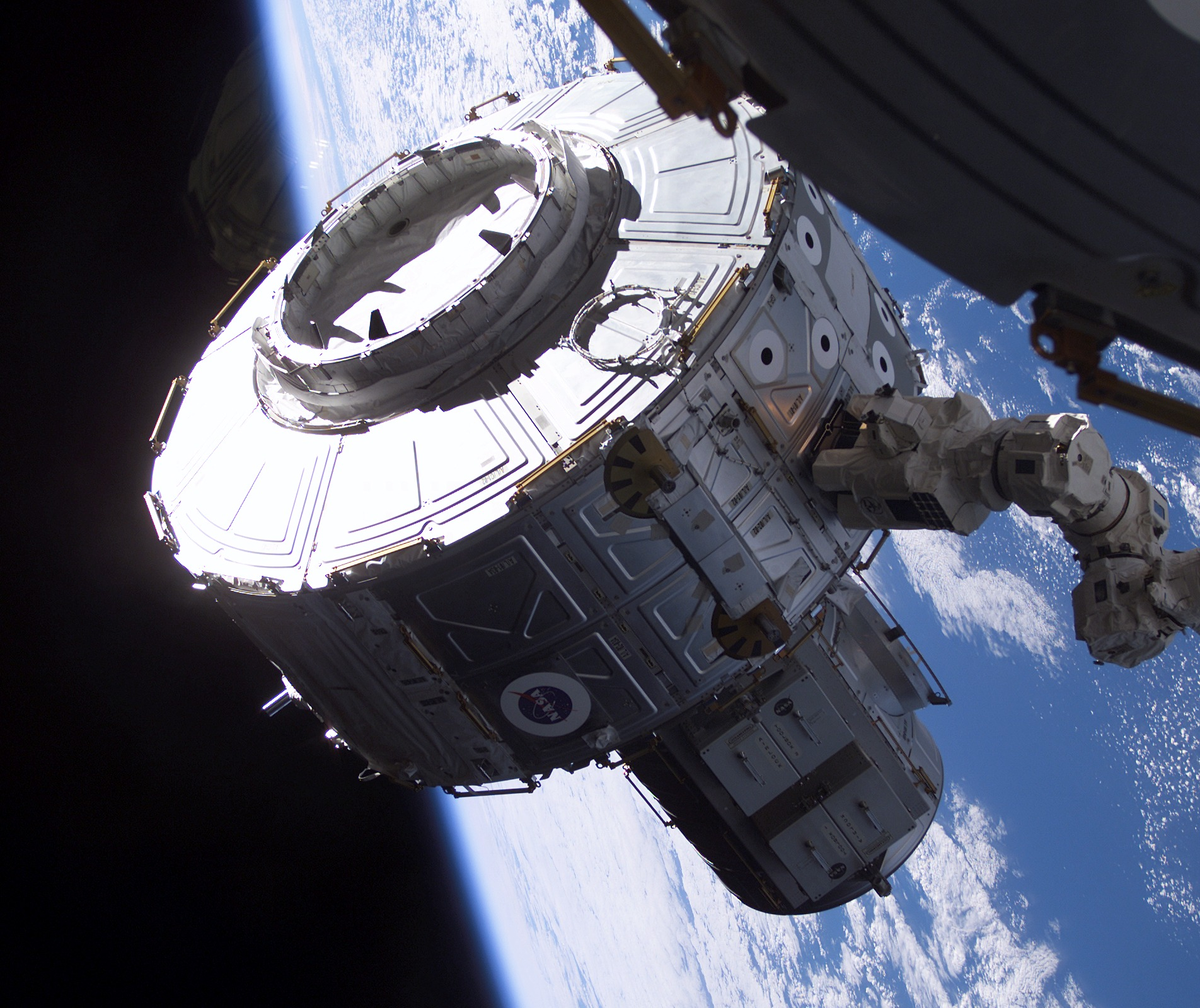

寻求号气密舱（英語：Quest）是國際太空站的主要氣密过渡舱。设计寻求号的目的是为身着宇航服的宇航员做太空行走出发前的准备。寻求号于2001年7月14日，由执行STS-104任务的亚特兰蒂斯号航天飞机发射升空，在寻求号被连接在空间站上之前，俄罗斯宇航员只有在星辰号服务舱里穿戴宇航服。而美国宇航员则只有航天飞机停靠在空间站上的情况下，在航天飞机里穿戴太空行走需要的宇航服。码头号对接舱于2001年9月16日发射，为太空行走的宇航员们提供了另一个密封过渡舱。

## 设计
寻求号气密舱包括2个分段，储存宇航服和设备的“装备段”和让宇航员进入太空的“乘员段”。寻求号的设计来源于航天飞机的压差隔离舱，而且为了使用时减少空气的浪费，它做了重大的改进。在STS-104中，它被连接在团结号节点舱上，寻求号装备了4个高压储气罐，2个装氧气，另2个装氮气。这些气体将用以补充在太空行走中，空间站舱门打开1次所损失的空气。
对于美国人来说，寻求号是必须的。由于不同的装配和连接，所以美国人无法利用俄罗斯的密封过渡舱来穿戴本国的宇航服。寻求号被设计成能兼容美国和俄罗斯这2种不同的宇航服。然而，目前只能用来为美国的太空行走工作，因为穿戴俄式宇航服所需要的装备还没有被发射。这造成了第9远征队由于美式宇航服的问题，而只有采用一条迂回的路线去往工作点。

## “宿营”程序
寻求号气密舱提供了一个空气中氮气含量低的环境，使宇航员在太空行走之前，能“宿营”在气密舱里，排除血液中的氮气，以防止在太空行走中，由于宇航服里5 psi (35 kPa)的低压纯氧环境中得减压病。先前准备太空行走的方法是在行走前呼吸纯氧几个小时，以降低身体里的氮。2006年4月，第12远征队的指挥官Bill McArthur和第13远征队的航行指挥官Jeffrey Williams尝试了一种准备太空行走的新方法。在太空行走之前他们宿营在寻求号气密舱上一个晚上。在舱内，气压从正常的14.7 psi (101 kPa)下降到10.2 psi (70 kPa)在第13远征队成员4个小时的睡眠期间，1个错误的指令使任务指挥员打断了整个行动，但这次试验还是被认为是成功的，从那时以后，美国人太空行走的准备过程中采用了这种预呼吸技术。

## 高压储气罐
2个氧气和2个氮气的高压气罐与气密舱外部链接。这些气罐向空气控制和补给系统提供了可补充的气源，及900 psi 的氧气以再补给宇航服（EMU）。当航天飞机停靠于站的加压接合适配器-2（PMA-2）或PMA-3时，再补给高压罐由航天飞机来完成。氧气补给压缩机组件（ORCA）用于从航天飞机贮罐泵压氧气至国际空间站上的高压氧气罐。

## 结构
气密舱和储气罐由铝制成，由波音公司位于阿拉巴马州亨茨维尔的马歇尔空间飞行中心里的工厂为美国宇航局（NASA）测试。

## 气密舱规格
- 材料：铝
- 长度：5.5 m
- 直径：4.0 m
- 质量：9923 kg
- 体积：34 m3
- 成本：1.64亿美元，包括储气罐